# Magnuszowice
Magnuszowice (deutsch Groß Mangersdorf) ist ein Dorf in der Gmina Niemodlin, im Powiat Opolski, der Woiwodschaft Oppeln im Südwesten von Polen.

## Geographie

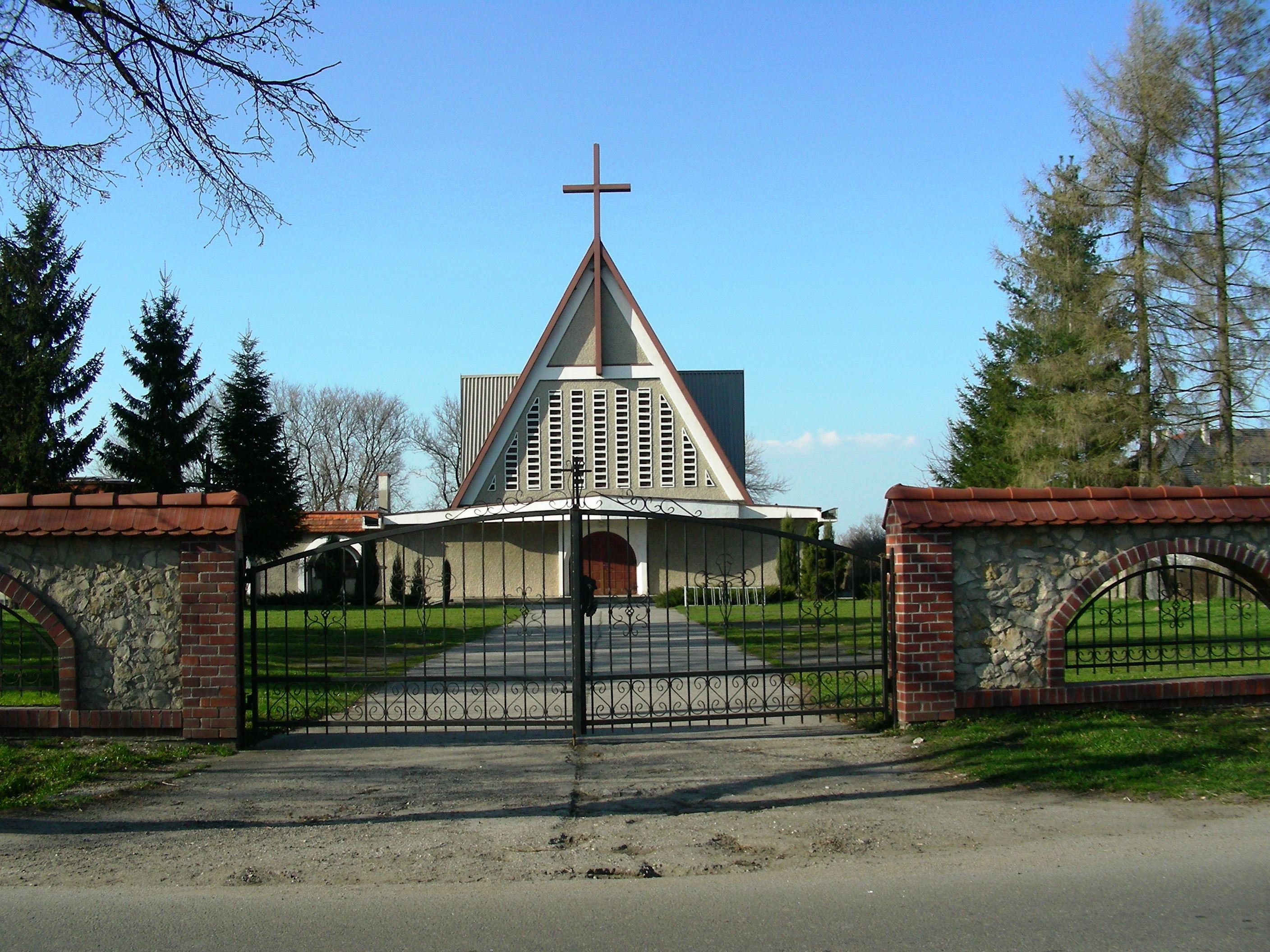
Maximilian-Kolbe-Kirche

### Geographische Lage
Das Straßendorf Magnuszowice liegt etwa acht Kilometer nördlich vom Gemeindesitz Niemodlin (Falkenberg) und etwa dreißig Kilometer westlich von der Kreisstadt und Woiwodschaftshauptstadt Oppeln. Magnuszowice liegt in der Nizina Śląska (Schlesische Tiefebene) innerhalb der Równina Niemodlińska (Falkenberger Ebene).  Im Norden verläuft die Autostrada A4. Magnuszowice liegt an der Steinau (poln. Ścinawa Niemodlińska).

### Nachbarorte
Östlich direkt angrenzend liegt Magnuszowiczki (dt. Klein Mangersdorf). Westlich liegt Gracze (Graase), südwestlich Molestowice (Mullwitz) und südöstlich Szydłowiec Śląski (Schedlau).

## Geschichte
In dem Werk Liber fundationis episcopatus Vratislaviensis aus den Jahren 1295–1305 wird der Ort erstmals als Magnussowitz erwähnt. 1347 wird der Ort als antiquum Mangsdorf erwähnt. 1355 wird die Kirche erstmals urkundlich erwähnt. Das Dorf wird 1534 als Maynuschowitz erwähnt.
Nach dem Ersten Schlesischen Krieg 1742 fiel Groß Mangersdorf mit dem größten Teil Schlesiens an Preußen.
1810 wurde eine evangelische Schule im Ort gegründet. Nach der Neuorganisation der Provinz Schlesien gehörte die Landgemeinde Groß Mangersdorf ab 1817 zum Landkreis Falkenberg O.S. im Regierungsbezirk Oppeln. 1845 bestand das Dorf aus 66 Häusern und einer evangelischen Schule. Im gleichen Jahr lebten in Groß Mangersdorf 512 Menschen, davon 16 katholisch. 1855 lebten 587 Menschen im Ort. 1865 zählte das Dorf 2 Schulzenhöfe, 20 Bauern-, 31 Gärtner- und 12 Häuslerstellen. Die evangelische Schule wurde im gleichen Jahr von 156 Schülern besucht. 1874 wurde der Amtsbezirk Graase gegründet, welcher aus den Landgemeinden Graase, Groß Mangersdorf, Groß Sarne, Klein Mangersdorf, Raschwitz und Rautke und den Gutsbezirken Graase, Groß Sarne, Klein Mangersdorf, Raschwitz und Rautke bestand. 1885 zählte Groß Mangersdorf 588 Einwohner.
1933 lebten in Groß Mangersdorf 510 Menschen. Im Jahr 1939 zählte das Dorf 507 Einwohner. Bis Kriegsende 1945 gehörte der Ort Groß Mangersdorf zum Landkreis Falkenberg O.S.
Am 7. Februar 1945 rückte die Rote Armee im Dorf ein. Drei Wochen befand sich südlich des Dorfes die Front. Durch die Kampfhandlungen um das Dorf herum wurden mehrere Höfe und Wohnhäuser zerstört. Danach kam der bisher deutsche Ort Groß Mangersdorf unter polnische Verwaltung und wurde in Magnuszowice umbenannt. Am 30. Oktober wurde die verbliebene deutsche Bevölkerung in das Internierungslager Lamsdorf getrieben. Hier fanden mindestens 140 Menschen aus Groß Mangersdorf den Tod. 1950 kam der Ort zur Woiwodschaft Oppeln. 1999 kam der Ort als Teil der Gmina Niemodlin zum wiedergegründeten Powiat Opolski.

## Sehenswürdigkeiten
- Maximilian-Kolbe-Kirche – 1981–1989 erbaut[9]

## Sohn des Ortes
- Kurt Härzschel (1924–2010) – Politiker